# العادل زين الدين كتبغا
الملك العادل زين الدين كتبغا بن عبد الله المنصورى التركي المغلى (ولد ح 1245 - توفى بحماة عام 1302). عاشر سلاطين الدولة المملوكية. تولى الحكم 1294 - 1296. كان مغولي الأصل.

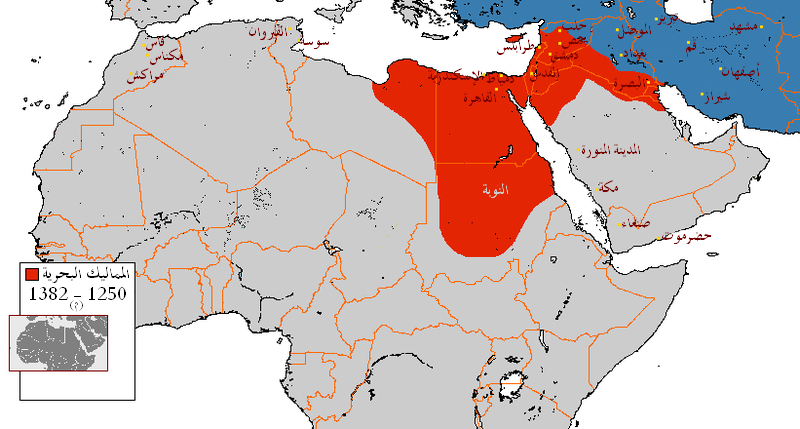
السلطنة المملوكية بأوج عزها

## ما قبل السلطنة

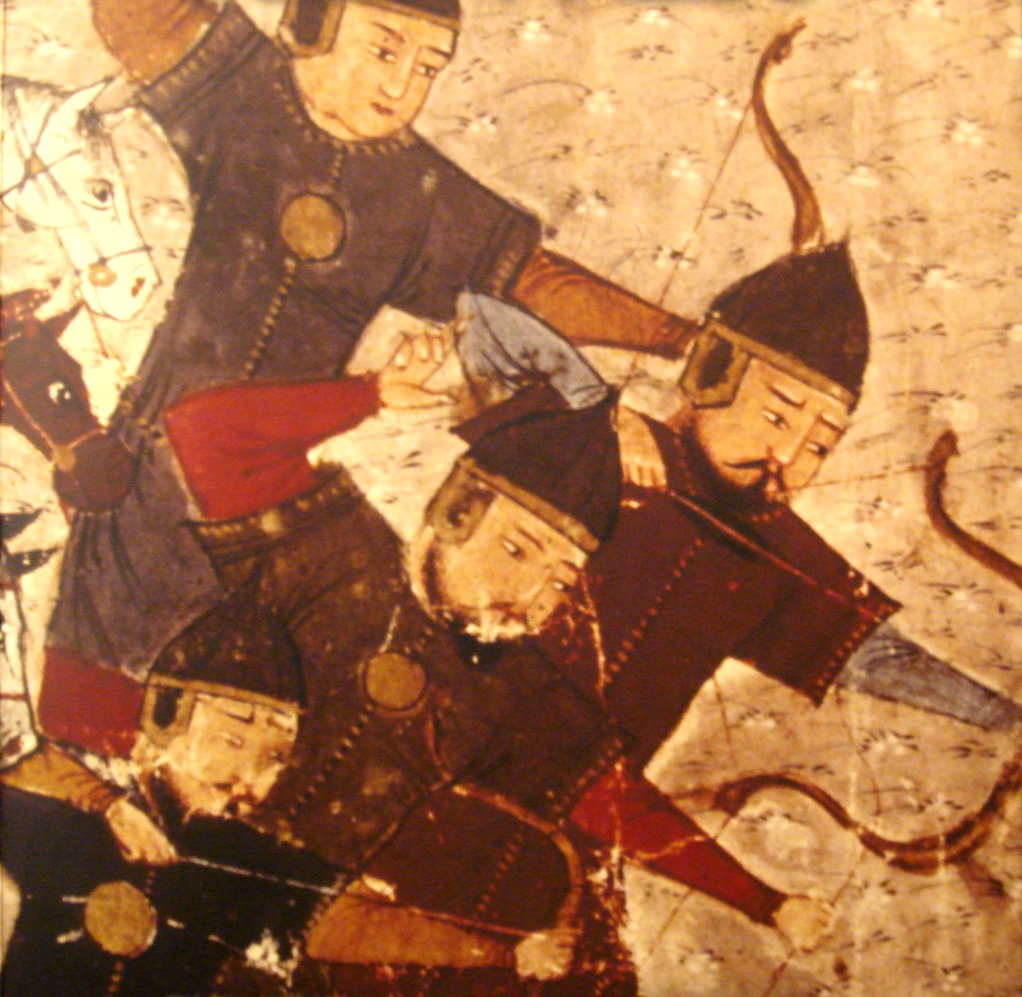
محاربون مغول

كان كتبغا جنديا في جيش مغول فارس (إلخانات) عندما أخذه الجيش المملوكي أسيرا أثناء معركة حمص الأولى في ديسمبر عام 1260  فاشتراه الأمير قلاوون الألفى وجعله من مماليكه ثم لما صار سلطانا عتقه وأنعم عليه بالامارة فأصبح أميرا. بعد وفاة السلطان قلاوون قبض ابنه السلطان الأشرف خليل عليه وأودعه السجن ثم أفرج عنه. ولما أغتيل السلطان خليل في عام 1293 ونصب أخيه الصغير الناصر محمد سلطانا على البلاد تقلد كتبغا منصب نائب السلطنة ومدبر الدولة وأصبح مع وزير السلطان الأمير سنجر الشجاعى الحاكم الفعلى للبلاد نظرا لصغر سن الناصر محمد الذي كان في تلك الأثناء في التاسعة من عمره.
كانت العلاقة بين كتبغا والشجاعى علاقة توجس ومنافسة وعندما تطورت إلى عداء كامل خطط الشجاعى بمساندة المماليك البرجية للقبض على كتبغا واغتيال أمرائه. إلا أن خطة الشجاعى وصلت إلى علم كتبغا عن طريق رجل مغولى وافدى اسمه كنغر فقام كتبغا بمحاصرة قلعة الجبل بمعاونة الأكراد الشهرزورية ورفاقه من المغول المقيمين بالقاهرة إلا أن المماليك البرجية التابعة للشجاعى هزمت قواته ففر إلى مدينة بلبيس حيث بقى لبعض الوقت ثم عاد إلى القاهرة وحاصر القلعة مرة أخرى بعد انكسار المماليك البرجية. لسبعة أيام استمر الصراع الدامى بين قوات كتبغا والمماليك السلطانية وأتباع الشجاعى 
إلى أن بدأ مماليك الشجاعى ينقلبون عليه وينضمون إلى قوات كتبغا. ثم اتصل أمراء كتبغا بأم السلطان محمد داخل القلعة وأكدوا لها أن الصراع الدائر ليس بينهم وبين ابنها ولكنه بينهم وبين الشجاعى فما كان منها إلا أن أغلقت أبواب القلعة ليجد الشجاعى نفسه محصورا في بيته خارج القلعة وأعداءه بينما مماليكه أخذين في الفرار إلى صف غريمه كتبغا. وبينما الشجاعى الذي لم يكن محبوبا لدى عامة المصريين  في طريقه إلى القلعة لمناقشة وسيلة لانهاء الصراع الدائر تم اغتياله وفتحت أبواب القلعة ودخل كتبغا وأمراءه وأطلقوا سراح أتباعه الذين كان الشجاعى قد أسرهم أو قبض عليهم. وتم ابعاد مماليك الشجاعى إلى ثكنات بعيدة وأودع بعضهم في السجون. وتبع ذلك الاستيلاء على ممتلكات الشجاعى وا لقبض على نوابه في الشام.
تمردت المماليك البرجية التي أبعدها كتبغا من القلعة وهي المماليك الأشرفية خليل  وخرجت إلى الشوارع ثائرة بعد ظهور حسام الدين لاجين في القاهرة دون محاكمته على تهمة ضلوعة في مؤامرة اغتيال أستاذهم السلطان الأشرف خليل. وانتهى تمردالمماليك بقتل بعضهم في الشوارع وتم إعدام بعض الذين قبض عليهم.

## السلطنة

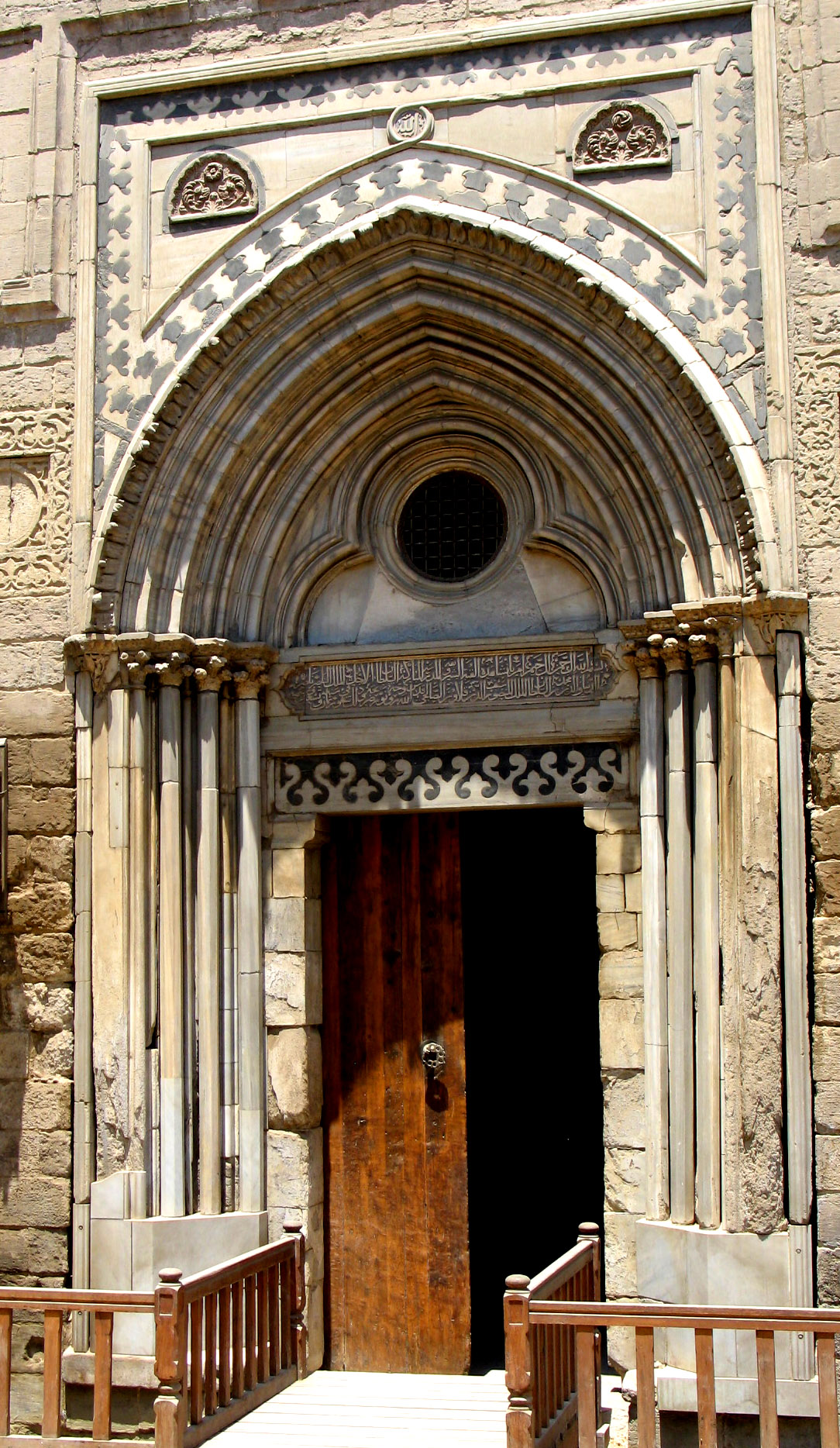
أمر العادل كتبغا بتشييد مدرسة الناصر محمد بن قلاوون

كان كتبغا مدبر السلطنة والحاكم الفعلى للبلاد نظرا لصغر سن السلطان الناصر محمد وبعد مقتل منافسه وغريمه الشجاعى توطد مركزه وزادت قوته وتمكن حسام الدين لاجين - الذي كان يدرك أن مماليك الأشرف خليل وفيما بعد السلطان الناصر ذاته سيثأروا منه - من اقناع كتبغا بضرورة خلع السلطان الناصر والاستيلاء على تخت السلطنة.. بعد انكسار المماليك البرجية جمع كتبغا الأمراء بدار النيابة وقال لهم: «قد انخرق ناموس المملكة، والحرمة لا تتم بسلطنة الناصر لصغر سنه» فوافق الأمراء على خلع الناصر واقامة كتبغا سلطانا وحلفوا له وتم ابعاد الناصر محمد وأمه إلى إحدى قاعات القلعة  ثم إلى الكرك. كتبغا أصبح سلطانا متلقبا بالملك العادل ومعه لاجين نائبا للسلطنة.

## وصول الأويراتية
في عام 1296 وصلت إلى الشام أعداد ضخمة من المغول الوافدية تنتمى إلى قبيلة تعرف باسم الأويراتية. كان هؤلاء المغول فارين من محمود غازان وكان يقودهم طغراى زوج ابنة من بنات هولاكو. وقد رحب بهم كتبغا - وهو مغولى الأصل - ترحيبا حارا وأسكن بعضهم في حى الحسينية بالقاهرة وبعضهم الأخر في مدن على سواحل الشام. لم يكن هؤلاء الوافدين مسلمين كما كان حال مغول القبيلة الذهبية الذين وفدوا على مصر في عهد السلطان بيبرس البندقدارى، وكانت لهم عادات غريبة اشمئز منها المصريون، ولكنهم اختلطوا بالسكان، ولأنهم اشتهروا بالجمال تزوج المصريون من نساء المغول الأويراتية وأنجبوا منهم كما ألحق الكثيرون منهم بالخدمة في فرق الأمراء. إلا أن استقبال كتبغا الحار للأويراتية والمبالغة في اكرامهم جعل الشك في مآربه ومراميه يتسلل إلى نفوس الكثير من الأمراء وكان ذلك إحدى أسباب سقوط كتبغا فيما بعد.

## الخلع
خلال عهد السلطان كتبغا عانت مصر والشام من نقص حاد في المياة والطعام إضافة إلى انتشار الوباء الذي أودى بحياة أعداد هائلة من السكان. كتبغا لم يكن محبوبا من قبل عامة المصريين وكانوا يعتبرونه نحسا على البلاد. وقد شعر المصريون بالغبن حين رأوه -وهو مغولى الأصل- يفرط في كرمه وعطائه للمغول الأويراتية الغير مسلمين بينما هم يعانون من ارتفاع أسعار الطعام وصعوبات اقتصادية جامة.
بينما كان كتبغا في الشام أجمع الأمراء على ضرورة التخلص منه فذهبوا اليه وقابلوه وهو في طريق عودته إلى مصر. كتبغا أظهر سخطه على الأمير بيسرى بسبب اعتقاده أنه قد اتصل بالمغول فخاف الأمراء ومن ضمنهم لاجين من أن يقوم كتبغا بالقبض عليه وهو من كبار الأمراء فحملوا أسلحتهم وتوجهوا إلى الدهليز السلطانى حيث كان كتبغا يقيم فأصطدموا بمماليكه وقتلوا وجرحوا عددا منهم. عندما أحس كتبغا بما يجرى خرج من المخرج الخلفى للدهليز وأمتطى فرسا وفر نحو دمشق مع خمسة من مماليكه ولم يتمكن الأمراء من اللحاق به. وقام الأمراء بتنصيب لاجين سلطانا على البلاد. كتبغا تحصن داخل قلعة دمشق لبعض الوقت ثم لم يجد مناصا من التنحى والاعتراف بسلطات لاجين السلطانية قائلا: «السلطان الملك المنصور خوشداشى، وأنا في خدمته وطاعته، وأنا أكون في بعض القاعات بالقلعة إلى أن يكاتب السلطان ويرد جوابه بما يقتضيه في أمرى». وبذللك تنحى كتبغا بعد أن بقى على تخت السلطنة حوالي سنتين وعينه لاجين نائبا على صرخد.
في عام 1299, بينما كان السلطان الناصر محمد في طريقه إلى سوريا على رأس الجيش لمواجهة جيش محمود غازان الذي هاجم الشام، تآمر بعض الأويراتية مع بعض المماليك السلطانية على اغتيال نائب السلطان سلار وأستادار السلطان بيبرس الجاشنكير، وكانا الحاكمان الفعليان في تلك الفترة، من أجل إعادة كتبغا إلى الحكم ولكن المؤامرة فشلت وعوقب المتآمرين. وبعد هزيمة الناصر محمد (معركة وادى الخزندار) وانسحاب جيشه إلى مصر فر كتبغا مع الفارين إلى مصر ودخل في خدمة سلار وبقى في مصر إلى أن انسحب غازان من سوريا وعينه الناصر محمد نائبا عنه في حماه فظل هناك إلى ان وافته المنية يوم العيد الأضحى عام 1302 بعد أن مرض.
وصف كتبغا بأنه كان رجلا دينا خيرا متواضعا، قصير له بشرة سمراء ولحية قصيرة.

## نقود العادل كتبغا
في عهد السلطان كتبغا ولأول مرة يحدث في مصر تقرر أن توزن الفلوس قبل دفعها فأصبحت قيمة الفلوس في وزنها وليس في عددها.
وقد نقشت على نقود كتبغا أسماؤه وألقابه كما يلى : السلطان الملك العادل زين الدنيا والدين المنصورى قسيم أمير المؤمنين، السلطان الملك العادل ناصر الأمة المحمدية زين الدنيا والدين، السلطان الملك العادل، الملك العادل. ويقصد بالمنصورى انتماؤه لأستاذه المنصور قلاوون ويقصد بأمير المؤمنين الخليفة العباسي الذي كان يقيم في القاهرة.
مصطلحات مملوكية وردت في المقال :
- الدهليز السلطانى : خيمة السلطان التي كان يقيم فيها وقت أسفاره وحروبه.
- أستاذ : ولى نعمة المملوك وهو سلطانه أو أميره.
- أستادار : رئيس الخدم السلطانى.
- خشداش : مفرد خشداشية وهم مماليك ينتمون إلى نفس السلطان أو الأمير.
- نائب السلطنة : نائب السلطان وكان لقبه «كافل الممالك الشريفة الإسلامية الأمير الأمرى» مما يوضح سمو منصبه.

أسماء متشابهة :
أمراء كانوا يحملون اسم زين الدين كتبغا :
- زين الدين كتبغا العادلي، وكان حاجب دمشق.

## انظر
- المماليك

## فهرس وملحوظات
1. ↑  بعض المؤرخين يعتبرون شجر الدر أولى سلاطين المماليك. في تلك الحالة يكون العادل كتبغا حادى عشر سلاطين المماليك وليس عاشرهم (قاسم, 22).
2. ↑  ابن اياس, 98
3. 1 2  الشيال, 2/178
4. 1 2 3 4 5  ابن تغرى، سلطنة الملك الناصر محمد
5. ↑  المقريزى، الخطط, 3/388
6. ↑  المقريزى، السلوك, 2/218 و222
7. ↑  المقريزى، السلوك, 2/249
8. ↑  المقريزى، السلوك, 2/-2252
9. ↑  قلعة الجبل : مقر سلاطين المماليك بالقاهرة وكانت فوق جبل المقطم حيث يوجد الآن مسجد محمد على وأطلال قلعة صلاح الدين.
10. ↑  المقريزى، السلوك, 2/253
11. ↑  الشهرزورية كانوا من الأكراد الفارين من منطقة ما بين النهرين بعد اجتياح جيش هولاكو لها في عام 1258(المقريزى، السلوك, 1/500)
12. ↑  المقريزى، السلوك,2/255-252
13. ↑  المماليك الأشرفية خليل: مماليك السلطان الأشرف خليل.
14. ↑  المقريزى، السلوك, 2/259
15. ↑  ابن تغرى، سلطنة العادل كتبغا
16. ↑  الشيال,2/177
17. ↑  المقريزى، السلوك, 2/260-259
18. ↑  لم يكن الأويراتية أول من وفد على السلطنة من المغول ولكنهم كانوا الأضخم عددا. في عام 1262, في عهد السلطان الظاهر بيبرس، أعداد كبيرة من أفراد القبيلة الذهبية الفارين من هولاكو وفدت على مصر وتبعهم غيرهم من المغول في السنوات اللاحقة. بيبرس رحب بهم وألحقهم بالجيش. كانت لهم فرقة عسكرية خاصة بهم عرفت باسم "الفرقة الوافدية". خلال العصر المملوكى تمتع الوافدية بالحرية ولم تطبق عليهم النظم المملوكية. بيبرس أسكن الوافدية في القاهرة وألحق أفرادها بوظائف الدولة المختلفة. (الشيال ،2/144)
19. ↑  كان عددالأويراتية الوافدين 10.000 تترى بخيولهم وماشيتهم (ابن تغرى، سلطنة العادل كتبغا) وكان عدد قواد هذه الفرقة يتراوح حسب المراجع المختلفة بين 113 و200 و300. (الشيال ،2/144)
20. ↑  يشير أبو الفدا إلى أن تغراى كان زوج ابنة لمنكوتمر ابن هولاكو. (أبو الفدا, 695 ه)
21. ↑  يقول المقريزى عن الأويراتية وعاداتهم : " وبقوا على كفرهم، ودخل شهر رمضان فلم يصم منهم أحد، وصاروا يأكلون الخيل من غير ذبحها، بل يربط الفرس ويضرب على وجهه حتى يموت فيؤكل. فأنف الأمراء من جلوسهم معهم بباب القلة في الخدمة، وعظم الناس اكرامهم، وتزايد بعضهم في السلطان، وانطلقت الألسنة بذمه حتى أوجب ذلك خلع السلطان فيما بعد." (المقريزى، السلوك, 2/265-266)
22. ↑  الشيال ،2/145-144
23. ↑  المقريزى، الخطط, 3/36-32
24. ↑  المقريزى، السلوك, 2/260
25. ↑  يصف المقريزى عهد كتبغا بالتالى :" فكانت أيامه شر أيام من الغلاء والوباء وكثرة الموتان." (المقريزى، السلوك, 2/260
26. ↑  المقريزى، السلوك,2/274 -273
27. ↑  المقريزى، السلوك, 2/277
28. ↑  شفيق مهدى, 99
29. ↑  المقريزى، السلوك, 2/318-317
30. ↑  المقريزى، السلوك, 2/326
31. ↑  المقريزى، السلوك, 2/329
32. ↑  الشيال، 2/179
33. ↑  المقريزى، السلوك, 2/367
34. ↑  المقريزى، السلوك, 2/368-367
35. ↑  ساتو, 106
36. ↑  شفيق مهدى, 100
37. ↑  بعد سقوط بغداد في براثن المغول وقتل الخليفة العباسى في عام 1258, قام السلطان الظاهر بيبرس بإحياء خلافة عباسية إسمية في القاهرة.